# Kéry Imre
Kéry Imre, 1848-ig Bittner Imre (Késmárk, 1798. november 12. – Borossebes, 1887. május 15.) orvos, közegészségügyi szervező, a Magyar Tudományos Akadémia levelező tagja. A 19. századi járványok ellen folytatott közegészségügyi küzdelem jeles alakja volt.

## Életútja
Miskolci és kisszebeni gimnáziumi tanulmányait követően a Kassai Jogakadémia növendéke volt. Rövid ideig úri családoknál nevelősködött, s az Abaúj vármegyei főorvos, Keresztessy Frigyes házánál ébredt fel érdeklődése az orvostudomány iránt. 1819-ben iratkozott be a Pesti Tudományegyetemre, s itt szerezte meg orvosdoktori oklevelét 1825-ben. Utolsó tanulóéveiben tanulmányutat tett Ausztriában, Csehországban, Bajorországban és Poroszországban. Ezen útja során, egy szerencsétlen véletlen folytán hallása meggyengült, ezért az áhított egyetemi katedrát nem kapta meg. Négy évig, 1829-ig a gróf Königsegg család uradalmi orvosa volt Borosjenőn. 1829-től Arad vármegye másod-, majd főorvosaként teljesített állami közegészségügyi szolgálatot, amiről 1849-ben – a szabadságharc leverését követően – lemondott. A Bach-korszak lezárultával, 1860-ban ismét elfoglalta Arad vármegye főorvosi tisztét, s 1872-es nyugalomba vonulásáig látta el orvosi feladatait.

## Munkássága
Főleg a járványokkal (himlő, kolera, malária stb.) szemben a Bánságban, a Dél-Alföldön és a Felvidéken folytatott küzdelem során tüntette ki magát a közegészségügyi felvilágosítómunka és a megelőzés-gyógyítás terén végzett orvosi tevékenységével. Élete során behatóan foglalkozott az egyes ásványvízforrások vegyi összetételének és gyógyhatásának elemzésével, különösen sokat tett a monyászai hévízfürdő népszerűsítéséért (a fürdőhely később hivatalossá váló Menyháza elnevezése Kéry szóalkotását dicséri). A magyar orvosok és természetvizsgálók gyűléseinek állandó résztvevőjeként rendszeresen jobbító szándékú ajánlásokat tett a központilag szervezett közegészségügyi hálózat kiépítésére.
Könyvei mellett orvosi közleményei jelentek meg többek között a Társalkodó, az Orvosi Tár, a Gyógyászat és az Akadémiai Értesítő című folyóiratokban. Műkedvelőként botanikával, csillagászattal, földtannal és földrajztudománnyal is foglalkozott. Akadémiai székfoglalóját is geográfiai témakörben tartotta meg (Honunk legkeletibb, Arad vármegyéhez tartozó hegyes vidékének leírása, 1859). Emellett szívesen borászkodott borossebesi szőlejében, 1872-ben borával elismerő oklevelet is nyert.

## Társasági tagságai és elismerései
1836-tól a Pest-Budai Királyi Orvosegylet, 1841-től a Magyar Természettudományi Társulat alapító tagja volt. 1858-ban a Magyar Tudományos Akadémia levelező tagjává választották.
Orvosi és közegészségügyi eredményei elismeréseként a Ferenc József-rend és a királyi tanácsosi cím birtokosa volt.

## Főbb művei
- Dissertatio inaug. med. de cholelithis humanis. Buda, 1825
- A Bánság poslázairól. Pest, 1847
- Eszmék a közorvostan szabályozására Magyarországban. Pest, 1848
- A mennyházai ásvány-forrás vegy- és gyógytani tekintetben, némi tájékozásul azok számára, kik ezen gyógyfürdőt használni óhajtják. Pest, 1866
Németül: Die Heilquellen zu Menyháza in chemischer u. medizinisch-praktischer Beziehung zur Richtschnur für Jene, die deren Heilwirkungen zu benützen wünschen. Pest, 1866

## További irodalom
- Jankay József: Babér levelek Kéry Imrének. Arad, 1875
- Die 50-jährige Jubiläums-Feier des Emerich Kéry, Doctor der Medizin. Arad, Ungerleider, 1876, 41 p.
- Katona Ibolya: Dr. Kéry (Bittner) Imréről. in: Orvostörténeti Közlemények 1958. 8–9. sz.
- Szállási Árpád: Kéry Bittner Imre. in: Orvosi Hetilap CXIX. 1978. 6. sz. 344–346.